# Fallerans
Fallerans é uma comuna francesa na região administrativa de Borgonha-Franco-Condado, no departamento de Doubs. Estende-se por uma área de 10,78 km². Em 2010 a comuna tinha 295 habitantes (densidade: 27,4 hab./km²).